# پسران قرن بیستم
پسران قرن بیستم (به ژاپنی: 20世紀少年 Nijusseiki Shōnen، به انگلیسی: 20th Century Boys) یک سری مانگای ژاپنی است که توسط نائوکی اوراساوا نوشته و طراحی شده است. این مانگا توسط شوگاکوکان در مجلهٔ بیگ کامیک اسپیریت از اکتبر ۱۹۹۹ تا آوریل ۲۰۰۶ به صورت سریالی منتشر شد و ۲۴۹ چپتر آن در ۲۲ جلد تانکوبون منتشر شد. ادامه فصل ۱۶، با عنوان پسران قرن ۲۱ (21世紀少年 Nijūisseiki Shōnen)، از دسامبر سال ۲۰۰۶ تا ژوئیه ۲۰۰۷ در همان مجله منتشر شد و در دو جلد تانکوبون گردآوری شد. داستان کنجی اندو و دوستانش را روایت می‌کند که متوجه می‌شوند یک رهبر فرقه‌ای که فقط به عنوان «دوست» شناخته می‌شود، قصد دارد دنیا را نابود کند و این به خاطرات کودکی آنها مربوط می‌شود. این مجموعه به تعدادی مانگا و انیمه از دهه‌های ۱۹۶۰ تا ۱۹۷۰ و همچنین موسیقی راک کلاسیک اشاره می‌کند که عنوان آن از آهنگ تی. رکس به نام «پسر قرن بیستم» گرفته شده است.
سه‌گانه‌ای از اقتباس‌های لایو اکشن به کارگردانی یوکیهیکو تسوتسومی، در سال‌های ۲۰۰۸ و ۲۰۰۹ منتشر شد. این مانگا توسط ویز مدیا به زبان انگلیسی مجوز و منتشر شد، و توسط مدمن انترتینمنت در استرالیا توزیع شد. مجوز ساخت این فیلم‌ها توسط ویز در آمریکای شمالی و ۴دیجیتال مدیا در بریتانیا صادر شد.
پسران قرن بیستم مورد تحسین منتقدان قرار گرفته است و ۳۶ میلیون نسخه در تیراژ دارد که آن را به یکی از پرفروش‌ترین مجموعه‌های مانگا در تمام دوران تبدیل کرده است. برنده جوایز متعددی از جمله جایزه مانگا شوگاکوکان، جایزه مانگا کودانشا و جایزه سیون شده است.

## موضوع
در سال ۱۹۶۹، پسران جوان کنجی، اوچو، یوشیتسون و مارو، در یک زمین خالی، مخفیگاهی را می‌سازند که آنها را پایگاه مخفی خود می‌نامند، که در آن آنها و دوستانشان می‌توانند دور هم جمع شوند تا مانگا و مجلات مستهجن دزدیده شده را به اشتراک بگذارند و به رادیو گوش دهند. برای جشن گرفتن این رویداد، اوچو نمادی را برای پایگاه ترسیم می‌کند که نشان دهنده دوستی آنها باشد. پس از پیوستن دوستانشان یوکیجی و دانکی به باند، آنها سناریویی را در آینده تصور می‌کنند که در آن شرورها سعی در نابودی جهان دارند و در آن پسرها می‌ایستند و می‌جنگند. این سناریو رونویسی شده و با عنوان کتاب نبوت (よげんの書، یوگن نو شو) نامگذاری شده است.
در اواخر دهه ۱۹۹۰، کنجی یک صاحب فروشگاه رفاهی است و در ماجراجویی‌های دوران کودکی خود آرامش پیدا می‌کند و از خواهرزاده نوزادش کانا و مادرش مراقبت می‌کند. پس از اینکه گزارش شد که دانکی خودکشی کرده است، کنجی به فرقه بزرگی برخورد می‌کند که توسط مردی شناخته می‌شود که فقط به عنوان «دوست» شناخته می‌شود. با شروع وقایع جاری شبیه اقدامات کتاب نبوت، کنجی و همکلاسی‌های سابقش سعی می‌کنند به یاد بیاورند که چه کسی در مورد کتاب می‌داند. آنها رویدادهای بیشتری مانند بمب‌گذاری و حملات ویروسی در سان فرانسیسکو، لندن و یک فرودگاه بزرگ ژاپنی را می‌یابند.
کنجی و همکلاسی‌های سابقش سرانجام نقشه ای را برای نابودی جهان در شب سال نوی ۲۰۰۰ کشف می‌کنند که در قسمت آخر داستان از آن به عنوان شب خونین سال نو یاد می‌شود، با استفاده از یک «ربات غول پیکر» که بعداً فاش شد. یک بالون غول پیکر با زائده‌های رباتیک است که ویروس را در سراسر شهر و همچنین سایر شهرها پخش می‌کند. کنجی موفق می‌شود برای کار گذاشتن بمب داخل ربات شود، اما زمانی که منفجر می‌شود مرده فرض می‌شود. از این رویداد، اعضای حزب دموکراتیک دوستی (友民党، Yūmintō) با ارائه واکسنی که با ویروس مقابله می‌کند، محبوبیت و قدرت سیاسی گسترده‌ای کسب می‌کنند و بنابراین تمام اعتبار را برای نجات جهان می‌گیرند.
چهارده سال پس از شب خونین سال نو، کانا یک دختر نوجوان است که در یک رستوران چینی کار می‌کند. پس از اینکه او سعی می‌کند برخی از تعاملات بین گروه‌های مختلف مافیایی را خنثی کند، متوجه می‌شود که دوست حامی شاهد کشته شدن یکی از اعضای مافیای چینی توسط یک پلیس فاسد بوده است. این عضو مافیا از سوءقصدی به پاپ در هنگام بازدید از ژاپن یاد می‌کند. او سپس متوجه می‌شود که توسط اعضای دوستان شکار می‌شود در حالی که تلاش می‌کند گروه‌های مافیایی را برای هدف خود متحد کند. در همین حال، اوچو موفق می‌شود از یک زندان با حداکثر امنیت فرار کند.
کیوکو کویزومی که به مدرسه کانا می‌رود، به‌طور ناگهانی یک وظیفه مدرسه را برای پوشش خبری شب سال نوی خونین به عهده می‌گیرد، اما به زودی درگیر فعالیت‌هایی می‌شود که هم دوستان و هم افرادی که با آنها مخالف هستند درگیر می‌شود. پس از زنده ماندن از یک برنامه شستشوی مغزی، او به دوست کنجی یوشیتسون و نیروی مقاومت او می‌پیوندد.
دوست طرح جدیدی را فاش می‌کند، ادامه کتاب نبوت، که در آن قصد دارد همه انسان‌های روی زمین را به جز شصت میلیون نفر از پیروانش بکشد، اما سپس توسط دانشمند ارشدش یامانه ترور می‌شود. پس از این، مراسم تشییع جنازه فرند به یک نمایش جهانی تبدیل می‌شود که در یک استادیوم با نشان دادن پاپ برگزار می‌شود. در بخش خدمات، به نظر می‌رسد که دوست از مردگان برمی‌خیزد و توسط قاتل خود به شانه اش شلیک می‌شود. با نجات پاپ، دوست به مقام خدایی ارتقا می‌یابد. در همین حال، یک شیوع ویروسی در سراسر جهان وجود دارد که همه را تهدید می‌کند به جز کسانی که واکسینه شده‌اند.
بخش پایانی داستان در ژاپن به تازگی بازسازی شده، تحت «عصر دوست» اتفاق می‌افتد، که تغییرات عجیب و غریب متعددی را ایجاد کرده است، از جمله تأسیس یک نیروی دفاعی زمین، که مشهور است برای محافظت از زمین در برابر تهاجم قریب‌الوقوع بیگانگان، تبعید آن‌ها. بدون واکسیناسیون، و ممنوعیت سفر در مناطق مختلف، با مجازات اعدام. در این بازه زمانی، کانا، که معلوم شد دختر فرند است، شورشی را علیه دولت فرند رهبری می‌کند و از گروه‌های متعددی از جمله بازماندگان باندهای رقیب و سازمان‌های مافیایی کمک می‌گیرد. در طی این، کنجی، که ظاهراً نیز از مردگان برخاسته و گیتار علامت تجاری خود را حمل می‌کند، دوباره ظاهر می‌شود.
این مجموعه چندین دهه از سال ۱۹۶۹ تا ۲۰۱۷ را در بر می‌گیرد که آخرین آن در گاه‌شماری مجموعه، به 3FE (سومین سال دوران دوستی) تبدیل می‌شود. این سریال در طول داستان سه برش متمایز از خط زمانی ایجاد می‌کند. یکی از ۱۹۷۱ تا ۱۹۹۷، یکی از ۲۰۰۰ تا ۲۰۱۴ و یکی از ۲۰۱۴ تا 3FE. چندین بخش از سریال نیز در فلش بک به رویدادهای قبلی گفته می‌شود، زیرا شخصیت‌ها تلاش می‌کنند راز این که دوست کیست و چگونه جلوی برنامه‌های وی برای نابودی جهان را بگیرند، را کشف کنند. بیشتر داستان‌های دوران کودکی این شخصیت در دهه‌های ۱۹۷۰ و ۱۹۸۰ به این شکل روایت می‌شود.